# Homalium cauliflorum
Homalium cauliflorum är en videväxtart som beskrevs av Joseph Marie Henry Alfred Perrier de la Bâthie. Homalium cauliflorum ingår i släktet Homalium och familjen videväxter. Inga underarter finns listade i Catalogue of Life.